# Dear Jane
Dear Jane ( en español: Querida Jane) es una banda musical de Hong Kong, integrada por Tim Wong - vocalista principal, Howie Yung - El bajista / vocalista de apoyo, Adam Diaz - Guitarrista / Vocalista de apoyo y Jackal Ng - Baterista.

## Historia
- La banda se formó en 2003.
- Antes de "Dear Jane", sus integrantes dam Diaz y Howie Yung, estaban en otra banda de género Indie llamado "Fuse".
- Su nombre "Dear Jane" se refiere a una de Dear John letter, pero desde el punto de vista de una escritura de hombre a mujer. El nombre significa un destacando punto de vista de un hombre.
- Firmaron con el sello de See Music Ltd. En 2008, el contrato fue suspendido y la banda firmaba posteriormente con Music Nation Ltd. Una compañía de discos que Aaron Kwok.

## Integrantes
- Tim Wong - Voz
- Howie Yung - Bajista
- Adam Diaz - Guitarra
- Jackal Ng - Batería

## Discografía
- "100" (2006) - by See Music Ltd.
- "XOXO" (2009) - by Music Nation Ltd.